# 臺南粟螺
臺南粟螺（学名：Stenothyra tainanica）为粟螺科粟螺屬下的一个种。其种加词“tainanica”意为“台南的”。